# Michael Hochman
Mike Hochman, właściwie Michael Hochman – izraelski matematyk, profesor Uniwersytetu Hebrajskiego w Jerozolimie. Zajmuje się układami dynamicznymi i teorią ergodyczną.

## Życiorys
Stopień doktora uzyskał w 2007 na Uniwersytecie Hebrajskim w Jerozolimie, promotorem doktoratu był Benjamin Weiss.
Swoje prace publikował m.in. w „Journal of the European Mathematical Society” i najbardziej prestiżowych czasopismach matematycznych świata: „Annals of Mathematics” i „Inventiones Mathematicae".
W 2018 roku wygłosił wykład sekcyjny na Międzynarodowym Kongresie Matematyków w Rio de Janeiro, a w 2019 na konferencji Dynamics, Equations and Applications (DEA 2019). Laureat Michael Brin Prize in Dynamical Systems (2018) i Erdős Prize (2015).